# Pegantha weberi
Pegantha weberi är en nässeldjursart som först beskrevs av Ernst Haeckel 1879.  Pegantha weberi ingår i släktet Pegantha och familjen Solmarisidae. Inga underarter finns listade i Catalogue of Life.